# بابونه وسطی
بابونه وسطی یکی از روستاهای استان آذربایجان شرقی است که در دهستان چاراویماق جنوب شرقی بخش شادیان شهرستان چاراویماق واقع شده‌است.این روستا ۷۸ نفر جمعیت دارد.